# James Parkinson
James Parkinson (Londra, 11 aprile 1755 – Londra, 21 dicembre 1824) è stato un medico, paleontologo e geologo britannico.
Ha ricevuto la massima notorietà per il suo contributo  An Essay on the Shaking Palsy, nel quale descrive una patologia denominata in seguito da Jean Martin Charcot con l'eponimo di malattia di Parkinson.

## Biografia
James Parkinson nacque nel sobborgo londinese di Hoxton Square nel 1755, figlio di John Parkinson, un chirurgo, e si interessò fin dalla giovinezza allo studio della medicina. Studiò e si laureò alla London Hospital Medical College, e seguì nel 1785 una serie di lezioni tenute dal famoso chirurgo Scozzese John Hunter. Nel 1784 praticava già come chirurgo nella sua città natale. Nel 1787 fu nominato "Fellow of the Medical Society of London".
Il 21 maggio 1783 Parkinson sposò Mary Dale, dalla quale ebbe sei figli.

### Attivista politico
Della sua giovinezza sappiamo che Parkinson fu un fervente attivista politico: aveva idee anticonformiste per la società inglese del tempo, vicine agli ideali della rivoluzione francese. Pubblicò numerosi manifesti propagandistici sotto lo pseudonimo di Old Hubert. Fu membro di numerose società segrete, tra cui la "London Corresponding Society for Reform of Parliamentary Representation", un'organizzazione famosa per essere stata coinvolta in un tentativo di colpo di Stato volto all'assassinio di Re Giorgio III. Parkinson fu anche processato per questo, ma ne uscì assolto.

### Ritorno alla professione medica
Dopo l'episodio del processo, Parkinson ritornò a svolgere a tempo pieno il mestiere di chirurgo. Risale a questo periodo (1799-1807) la sua maggior produzione bibliografica: i suoi scritti erano soprattutto rivolti alle famiglie, con consigli su come evitare di contrarre le malattie o sugli effetti di comportamenti pericolosi. Parkinson dimostrava una sensibilità per la medicina preventiva che ha del pionieristico per quei tempi. I suoi libri più importanti in questo periodo furono due studi sulla gotta e sulle complicanze peritonitiche dell'appendicite.
Nel 1817, Parkinson pubblicò un lavoro su uno studio a lungo termine di sei casi di quella che lui descrisse come "paralisi agitante". Questi soggetti soffrivano di una malattia caratterizzata da tremore, rigidità e acinesia. Quaranta anni dopo, Charcot, nel suo trattato Leçons sur les maladies du système nervoux, descrisse di nuovo questa condizione clinica, chiamandola "malattia di Parkinson".

### Altre attività
Parkinson fu anche un grande appassionato di geologia e paleontologia. Aveva una propria collezione di piccoli reperti e fossili, e scrisse numerosi studi, il principale dei quali fu "Organic Remains of the Former World", pubblicato in tre volumi nel 1804, 1809 e 1811, un trattato nel quale egli cataloga un gran numero di specie fossili. Egli fu poi docente all'università Queen Mary.
Parkinson era un sostenitore del catastrofismo e sosteneva che la geologia e la biosfera della Terra sono state modellate da recenti cataclismi su larga scala. Parkinson citava il diluvio di Noè raccontato nella Genesi come esempio, e credeva fermamente che la creazione e l'estinzione fossero processi guidati dalla mano di Dio. Il suo punto di vista sulla data della creazione era che ogni 'giorno' di cui parla Genesi è in realtà un periodo molto più lungo, forse di decine di migliaia di anni di durata.

### Morte
James Parkinson morì a 69 anni il 21 dicembre 1824. È sepolto nel cimitero di Saint Leonard.

## Principali pubblicazioni
- Some account on the effects of lightening (1787)
- The Chemical Pocked Book (1800)
- Medical Admonitions to Families (1801)
- The Villager's Friend & Physician (1804)
- Observations on the Nature & Cure of Gout (1805)
- Case of diseased appendix vermiformis (1812)
- Essay on the Shaking Palsy (1817)